# Transaction Processing Facility
Transaction Processing Facility (TPF) ist ein Echtzeitbetriebssystem für die IBM-Großrechner der System/360- und der System-z-Familien.
TPF wurde aus dem Airline Control Program (ACP) von IBM und mehreren nordamerikanischen und europäischen Fluggesellschaften entwickelt. 1979 führte IBM das Betriebssystem als Ersatz für das inzwischen veraltete ACP ein. Heutige Kunden sind zum Beispiel Amadeus, Visa und Qantas Airways.
Das Betriebssystem wird im Bereich der Hochverfügbarkeit eingesetzt, wo Systeme 24 Stunden an 7 Tagen die Woche operieren müssen.
Seit dem 15. September 2005 ist zTPF in der Version 1.1 aktuell.